# تهمينا صني
تهمينا صني (بالإنجليزية: Tehmina Sunny)‏ هي ممثلة بريطانية، ولدت في 6 سبتمبر 1980 في المملكة المتحدة.

## أعمال

### أفلام
- (2006) أطفال الرجال[4]
- (2012) آرغو

## وصلات خارجية
- تهمينا صني على موقع IMDb (الإنجليزية)
- تهمينا صني على موقع ألو سيني (الفرنسية)
- تهمينا صني على موقع أول موفي (الإنجليزية)
- تهمينا صني على موقع قاعدة بيانات الفيلم (الإنجليزية)
- تهمينا صني على موقع كينوبويسك (الروسية)